# Zelioni (Krasnodar)
Zelioni (del ruso: Зелёный) es un posiólok del raión de Tijoretsk del krai de Krasnodar, en Rusia. Está situado en las llanuras de Kubán-Priazov, en la cabecera del arroyo Krumenkaya, afluente por la izquierda del río Tijonkaya, tributario por la derecha del Chelbas, 14 km al este de Tijoretsk y 133 km al nordeste de Krasnodar, la capital del krai. Tenía 574 habitantes en 2010
Pertenece al municipio Parkovskoye.